# Алекс Фрейзър (учен)
Вижте пояснителната страница за други личности с името Алекс Фрейзър.
Алекс Фрейзър (на английски: Alex Fraser) е главният иноватор в развитието на компютърното моделиране на популационната генетика. Неговата работа е стимулирала многократно напредъка в генетичните изследвания през изминалите десетилетия.
Разработките му през 50те и 60те години на 20 век имат дълбоко въздействие върху развитието на изчислителни модели на еволюционните системи.